# 橋本晃明
橋本 晃明（はしもと てるあき、1943年9月4日 - ）は、日本の実業家。東洋水産創業者の森和夫に招かれ、同社第2代社長や、三井食品会長、日本即席食品工業協会副理事長等を歴任した。

## 人物・経歴
東京都出身。1966年学習院大学経済学部卒業、三井物産入社。1989年創業者森和夫に招かれ東洋水産常務取締役に就任。1991年東洋水産代表取締役専務。1995年から森の後任として東洋水産第2代代表取締役社長を務めた。2003年代表取締役社長を退任し、三友小網（現三井食品）代表取締役会長及びポスフール顧問に就任。2006年三井食品取締役相談役、三井物産顧問。2008年三井食品相談役。2013年森永乳業独立委員会委員。